# Düne von Dudenhofen
Düne von Dudenhofen este o arie protejată (arie specială de conservare — SAC, sit de importanță comunitară — SCI) din Germania întinsă pe o suprafață de 6,26 ha, integral pe uscat.

## Localizare
Centrul sitului Düne von Dudenhofen este situat la coordonatele 50°00′13″N 8°52′57″E / 50.0036°N 8.8825°E.

## Înființare
Situl Düne von Dudenhofen a fost declarat sit de importanță comunitară în noiembrie 2004 pentru a proteja un număr necunoscut de specii din flora spontană și fauna sălbatică aflate în arealul zonei. Situl a fost protejat și ca arie specială de conservare în martie 2008.

## Biodiversitate
Situată în ecoregiunea continentală, aria protejată conține 2 habitate naturale: Vegetație psamofilă uscată cu Calluna și Genista, Vegetație psamofilă uscată cu pășuni deschise de Corynephorus și Agrostis.
La baza desemnării sitului se află un număr nedeclarat de specii protejate.